# اشتفان شرک
اشتفان شرک (انگلیسی: Stephan Schreck؛ زادهٔ ۱۵ ژوئیهٔ ۱۹۷۸) دوچرخه‌سوار اهل آلمان است.